# 폴라로그래피

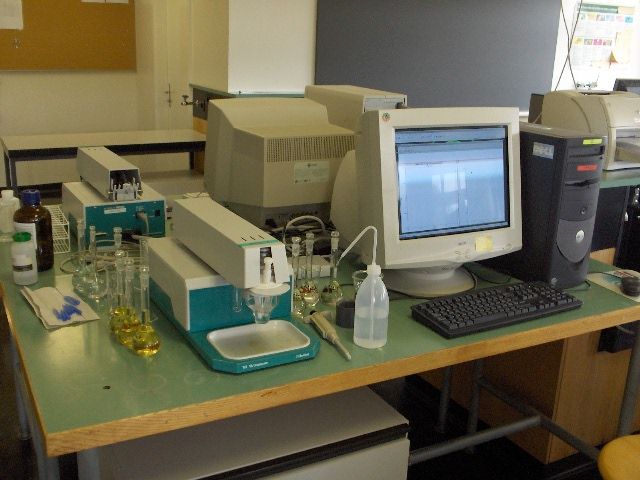

폴라로그래피(영어: polarography)는 전해 반응의 분석 측정법이다. 폴라로그래피는 작동 전극이 적하 수은 전극(DME) 또는 정적 수은 적하 전극(SMDE)인 전압전류법의 한 유형으로, 넓은 음극 범위와 재생 가능한 표면에 유용하다. 1922년 야로슬라프 헤이로프스키가 발견, 개발하였고 1959년에 노벨 화학상을 수상했다.
전극 재료로서 수은의 주요 이점은 다음과 같다. 1) 큰 전압 창: ca. +0.2V ~ -1.8V vs 가역 수소 전극(RHE). Hg 전극은 전기환원 반응 연구에 특히 적합하다. 2) 수은이 액체이기 때문에 매우 재현성 있는 전극 표면. 3) 유리 모세관으로 연결된 큰 Hg 풀에서 새로운 수은 방울을 만들어 전극 표면을 매우 쉽게 청소한다.
폴라로그래피는 수은을 사용하지 않는 다른 방법으로 대체된 1990년대(아래 그림 참조)까지 분석 화학과 전기 화학의 발전에서 실험 도구로 중요한 역할을 했다.

## 같이 보기
- 전기분석법